# 21887 Dipippo
21887 Dipippo è un asteroide della fascia principale. Scoperto nel 1999, presenta un'orbita caratterizzata da un semiasse maggiore pari a 2,9758866 UA e da un'eccentricità di 0,0687478, inclinata di 9,69231° rispetto all'eclittica.
L'asteroide è dedicato all'astrofisica italiana Simona Di Pippo.